# Caio Calpúrnio Pisão (cônsul em 67 a.C.)
Caio Calpúrnio Pisão (em latim: Caius Calpurnius Piso) foi um político da gente Calpúrnia da República Romana eleito cônsul em 67 a.C. com Mânio Acílio Glabrião. Era membro da facção aristocrática (optimates) do Senado Romano e atuou contra todas as leis propostas pelos tribunos da plebe contra os interesses da facção.

## Carreira
Pisão foi eleito cônsul em 67 a.C. com Mânio Acílio Glabrião, mas não teve um mandato fácil. O tribuno Caio Cornélio propôs uma série de leis dirigidas contra os aparentes abusos da aristocracia e todas foram combatidas por Pisão de forma veemente, principalmente as que procuravam mitigar os flagrantes casos de suborno nas eleições. Mas como o Senado não poderia, se quisesse manter qualquer aparência de decência, se recusar a ajudar suprimir esta prática corrupta, os senadores determinaram, de forma dissimulada, que a lei de Cornélio era tão severa que nenhum acusador apareceria e nenhum juiz condenaria com base nela. Eles pediram então aos cônsules que propusessem uma lei mais branda (Lex Acilia Calpurnia), que impunha uma multa ao ofensor, além da expulsão do Senado e a perda de quaisquer cargos públicos. Não foi com o objetivo de diminuir a corrupção nas eleições que Pisão se juntou aos colegas nesta proposta, pois ele próprio havia sido acusado, no ano anterior, de conseguir sua própria eleição ao consulado através de suborno.
Além disto, Pisão foi lutou arduamente contra a Lex Gabinia, proposta pelo tribuno da plebe Aulo Gabínio, que concedia poderes extraordinários a Pompeu para conduzir a guerra de Pompeu contra os piratas no Mediterrâneo e no mar Egeu. A lei, contudo, foi aprovada apesar da forte oposição de Pisão, que chegou até mesmo a ameaçar Pompeu, afirmando que se ele queria imitar Rômulo, deveria fazê-lo à maneira de Rômulo. Porém, a população estava fortemente a favor de Pompeu e ele correu o risco de ser linchado. Logo depois, Pisão atuou nos bastidores para que as ordens de Pompeu não fossem obedecidas em sua província, a Gália Transalpina, o que levou Gabínio a propor sua deposição do consulado, uma medida tão extrema que o próprio Pompeu, prudentemente, não permitiu que fosse levada adiante.
Nos dois anos seguintes, Pisão continuou administrando a Gália Transalpina com poderes proconsulares e, durante seu mandato, suprimiu uma revolta dos alóbroges. Como os demais nobres de sua época, Pisão saqueou sua província em busca de riquezas. Em 63 a.C., foi defendido por Cícero quando foi acusado pelos alóbroges de roubo e de executar injustamente um gaulês. Esta última acusação foi interposta pela instigação de Júlio César e Pisão, por vingança, implorou a Cícero, sem sucesso, que acusasse César como um dos conspiradores na Conspiração de Catilina.
Pisão provavelmente morreu antes da irrupção da guerra civil, mas não se sabe exatamente o ano. Cícero atribui a ele considerável habilidade oratória.